# ألسيني بانغورا
ألسيني بانغورا (10 مارس 1993 بغينيا - ) هو لاعب كرة قدم غيني في مركز الظهير الأيمن لعب سابقاً مع نادي الخليج ومنتخب غينيا.